# Ванкендорф
Ванкендорф (нім. Wankendorf) — громада в Німеччині, розташована в землі Шлезвіг-Гольштейн. Входить до складу району Плен. Складова частина об'єднання громад Бокгорст-Ванкендорф.
Площа — 13,34 км2. Населення становить 2922 ос. (станом на 31 грудня 2020).

## Галерея

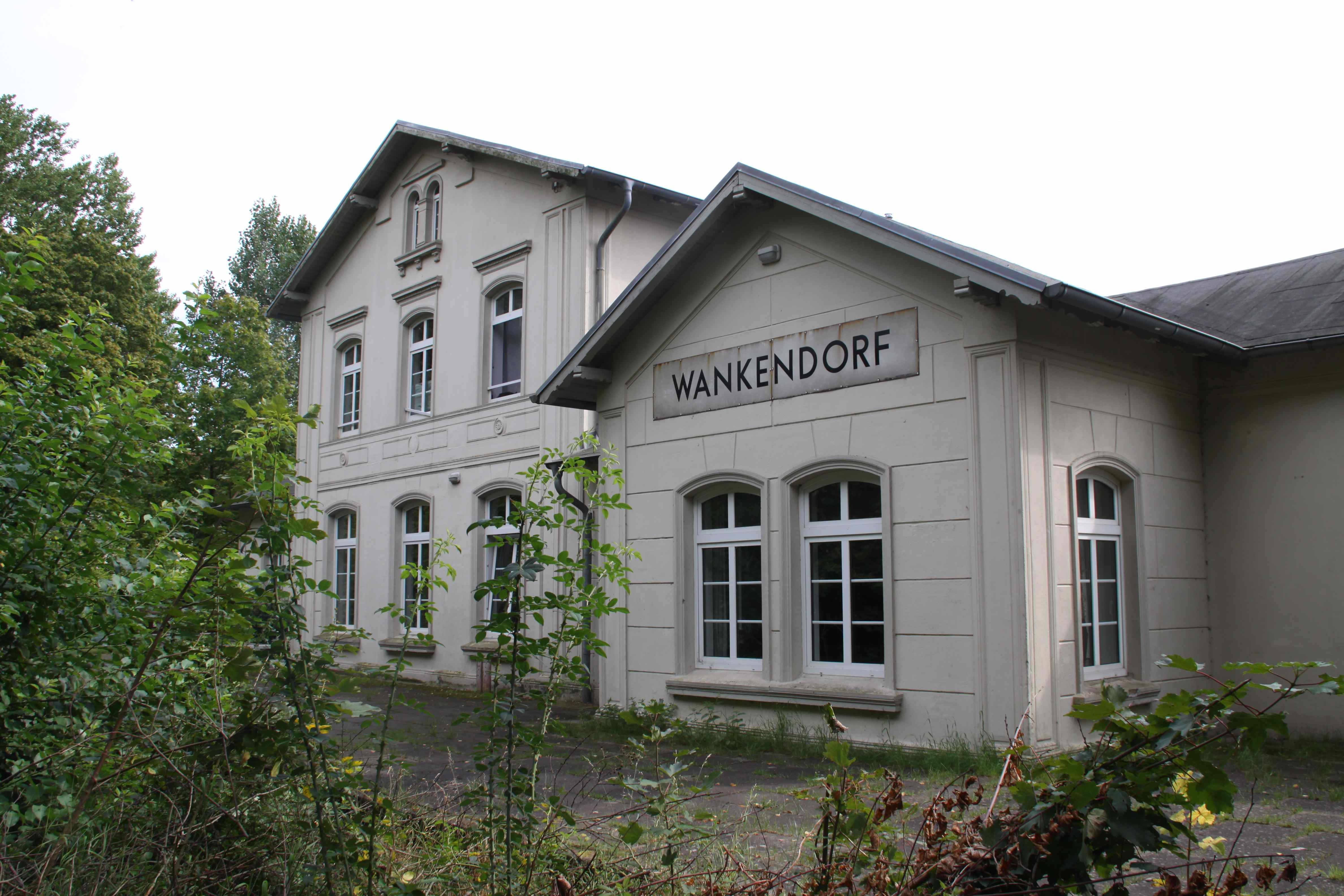